# Lasa (prefekturno mesto)
Lasa (poenostavljeno kitajsko: 拉萨市; tradicionalno kitajsko: 拉薩市; pinjin: Lāsà Shì) je prefekturno mesto in ena izmed glavnih administrativnih enot Avtonomne regije Tibet v Ljudski republiki Kitajski. Zajema površino 29.274 kvadratnih kilometrov razgibanega in redko poseljenega terena. Njegovo glavno in največje mesto je Lasa z okoli 300.000 prebivalci, kar večinoma ustreza okrožju Čengguan, predmestja pa segajo v okrožje Doilungdečen in okrožje Dagdze. Združeno prefekturno mesto vsebuje dodatnih pet, večinoma podeželskih okrožij.
Meje mesta približno ustrezajo porečju reke Lasa, glavnega pritoka reke Yarlung Tsangpo. Leži na terranu Lasa, zadnjem delu skorje, ki je nastal na evrazijski plošči, preden je indijska celina pred približno 50 milijoni let trčila v Azijo in potisnila Himalajo navzgor. Teren je visok, vsebuje zapleten vzorec prelomov in je tektonsko aktiven. Temperatura je poleti na splošno topla, pozimi pa se v sončnih dneh dvigne nad ledišče. Večina dežja pade poleti. Gorska območja in severna travišča se uporabljajo za pašo jakov, ovc in koz, medtem ko rečne doline podpirajo kmetijstvo s pridelki, kot so ječmen, pšenica in zelenjava. Divjih živali ni v izobilju, vključuje pa redkega snežnega leoparda in žerjava vrste Grus nigricollis. Rudarstvo je povzročilo nekatere okoljske težave.
Po popisu leta 2000 je bilo na območju skupaj 474.490 prebivalcev, od tega 387.124 etničnih Tibetancev. Prebivalstvo Kitajcev Han je bilo takrat koncentrirano predvsem v urbanih območjih. Prefekturno mesto prečkata dve glavni avtocesti in Železniška proga Činghaj–Tibet, ki se konča v mestu Lasa. V prihodnosti bo železniška proga Sečuan – Tibet, ki je trenutno v gradnji, začela obratovati leta 2030. Dva velika jeza na reki Lasa dobavljata hidroelektrično energijo, prav tako številni manjši jezovi in geotermalno polje Jangbadžajn. Prebivalstvo je dobro preskrbljeno z osnovnimi šolami in osnovnimi zdravstvenimi ustanovami, čeprav naprednejših objektov primanjkuje. Tibetanski budizem in samostansko življenje sta prevladujoča vidika lokalne kulture od 7. stoletja. Večina samostanov je bila uničena med kulturno revolucijo, vendar so bili od takrat številni obnovljeni in služijo kot turistične znamenitosti.